# Jutos

Península de Jutlandia, donde presumiblemente tuvieron origen los jutos.

Los jutos (también puede verse como Iuti o Iutae, según qué fuente) fueron un pueblo germánico y, según Beda, uno de los tres pueblos germánicos más poderosos de la Edad del Hierro, siendo los otros dos los sajones y los anglos. Se cree que eran originarios de la zona meridional de Jutlandia (Iutia en latín) en la actual Dinamarca, Schleswig meridional (Jutlandia meridional) y parte de la costa frisia oriental.

## Origen
Beda ubica la tierra natal de los jutos en el otro lado de los anglos en relación con los sajones, lo que significaría la parte septentrional de la península de Jutlandia. Tácito retrata a un pueblo llamado los Eudoses que vivían en el norte de Jutlandia y estos pudieron haber sido los posteriores Iutae. Los jutos también han sido identificados con los Eotenas (ēotenas) implicados en el conflicto frisio con los daneses tal como lo describe el episodio Finnesburg en el poema Beowulf (versos 1068-1159). Otros han interpretado los ēotenas como jotuns (ettins en inglés), lo que quiere decir gigantes, o como un kenning para «enemigos». 
En desacuerdo con Beda, algunos historiadores identifican a los jutos con el pueblo llamado los Eucii (o Saxones Eucii) quienes estaban evidentemente relacionados con los sajones y dependían de los francos en el año 536. Los Eucii podían haber sido los mismos que una oscura tribu llamada los Euthiones y probablemente asociada con los sajones. Los euthiones están mencionados en un poema de Venancio Fortunato (583) como un pueblo bajo la soberanía de Chilperico I de los francos. Esta identificación concordaría bien con la posterior localización de los jutos en Kent, puesto que la región justo al otro lado de Kent en el continente europeo (actual Flandes) era parte de Francia. Incluso si los jutos estaban presentes al sur de los sajones en Renania o cerca de los frisios, esto no contradice la posibilidad de que fueran emigrantes desde Jutlandia.
Antes de producirse las grandes migraciones ocurridas entre los siglos III y VIII, pues, lo más probable es que los jutos limitasen al norte con los danios (es decir los directos ancestros de los actuales daneses), al sur con los sajones, al sureste con los anglos y al oeste (en las islas) con los frisios.

## Migraciones
Tras desplazarse, en una migración en la que participó la mayoría del pueblo juto, hacia las bocas del Rin, participaron junto a anglos, sajones y frisios en las invasiones germánicas a Inglaterra que se produjeron a partir del año 430. De acuerdo a Beda, se establecieron en Hampshire, Kent y en la isla de Wight (reino de Kent). Así lo atestiguan numerosos topónimos de esta zona.
Aunque es fácil detectar sus influencias en Kent (por ejemplo en la división de las herencias), su impacto en Hampshire y la isla de Wight es mucho más reducido. Robin Bush, un estudioso moderno, cree que se debe a la asimilación y la limpieza étnica sajona, a pesar de la oposición de otros académicos.
Se cree que aquellos jutos que no migraron, son los antepasados de los actuales habitantes de Jutlandia.[cita requerida]
Además algunos estudiosos los identifican con los göter (léase ioeter) o godos y los gautas, procedentes del sur de lo que hoy es Suecia y llamados en latín Eotas o Iótas (no  confundir con los getas tracios).[cita requerida] Sin embargo, en obras literarias clásicas como Beowulf, ambas tribus aparecen diferenciadas, nombrándose a los goter (de la isla de Gotlandia en el suroeste del mar Báltico), siendo posible que el parecido en el nombre sea una simple confusión.